# 120186 Suealeman
120186 Suealeman este o planetă minoră (asteroid) din centura de asteroizi. A fost descoperită pe 29 ianuarie 2004 la Catalina Station⁠(d) de Catalina Sky Survey. 
Obiectul prezintă o orbită caracterizată de o semiaxă mare de 2,3142860412385 UAi, o excentricitate de 0,22, o înclinație de 22 ° în raport cu ecliptica.